# Hypolimnion
Het hypolimnion is de dichte waterlaag in een meer net onder de thermocline. Deze waterlaag is in de winter het warmste en in de zomer het koudste. Organismen kunnen hier moeilijk overleven: door de grote diepte is er onvoldoende zonlicht voor autotrofe organismen om aan fotosynthese te kunnen doen en kan er ook geen zuurstofgas uit de lucht met het water gemengd worden. 
In diepe meren in gematigde klimaatgebieden bedraagt de temperatuur op de bodem van het hypolimnion doorheen het jaar gemiddeld 4°C; in warmere streken kan deze temperatuur hoger liggen.